# Comuna Clinceni, Ilfov
Clinceni (în trecut, Slobozia-Clinceni) este o comună în județul Ilfov, Muntenia, România, formată din satele Clinceni (reședința), Olteni și Ordoreanu.

## Așezare
Comuna se află în sud-vestul județului, la nord-vest de orașul Bragadiru, pe malurile râului Ciorogârla și ale râului Sabar. Este traversată de șoseaua județeană DJ401A, care o leagă spre nord de Domnești și mai departe de Ciorogârla și Bolintin-Vale (ultimul în județul Giurgiu), și spre sud-est de Bragadiru (unde se intersectează cu DN6) și mai departe de Măgurele, Jilava (unde se intersectează cu DN5) și Vidra.

## Demografie
Componența etnică a comunei Clinceni
     Români (87,09%)
     Romi (1,64%)
     Alte etnii (0,38%)
     Necunoscută (10,9%)
Componența confesională a comunei Clinceni
     Ortodocși (85,64%)
     Alte religii (2,18%)
     Necunoscută (12,17%)
Conform recensământului efectuat în 2021, populația comunei Clinceni se ridică la 9.480 de locuitori, în creștere față de recensământul anterior din 2011, când fuseseră înregistrați 6.808 locuitori. Majoritatea locuitorilor sunt români (87,09%), cu o minoritate de romi (1,64%), iar pentru 10,9% nu se cunoaște apartenența etnică. Din punct de vedere confesional, majoritatea locuitorilor sunt ortodocși (85,64%), iar pentru 12,17% nu se cunoaște apartenența confesională.

## Politică și administrație
Comuna Clinceni este administrată de un primar și un consiliu local compus din 15 consilieri. Primarul, Adrian Budeanu[*], de la Partidul Național Liberal, este în funcție din 2000. Începând cu alegerile locale din 2024, consiliul local are următoarea componență pe partide politice:
|  | Partid                          | Consilieri | Componența Consiliului | Componența Consiliului | Componența Consiliului | Componența Consiliului | Componența Consiliului | Componența Consiliului | Componența Consiliului | Componența Consiliului | Componența Consiliului |
|  | ------------------------------- | ---------- | ---------------------- | ---------------------- | ---------------------- | ---------------------- | ---------------------- | ---------------------- | ---------------------- | ---------------------- | ---------------------- |
|  | Partidul Național Liberal       | 9          |                        |                        |                        |                        |                        |                        |                        |                        |                        |
|  | Alianța pentru Unirea Românilor | 2          |                        |                        |                        |                        |                        |                        |                        |                        |                        |
|  | Alianța Dreapta Unită           | 2          |                        |                        |                        |                        |                        |                        |                        |                        |                        |
|  | Partidul Social Democrat        | 1          |                        |                        |                        |                        |                        |                        |                        |                        |                        |
|  | Partidul S.O.S. România         | 1          |                        |                        |                        |                        |                        |                        |                        |                        |                        |

## Istorie
Apărută ca urmare a reorganizării administrative după apariția Legii comunale din 31 martie 1864, comuna Slobozia făcea parte din plasa Sabar a județului Ilfov și era formată din satele Slobozia (reședința), Clinceni, Ordorenu și Ciorogârlă. La sfârșitul secolului al XIX-lea, comuna purta numele de Slobozia-Clinceni, făcea parte din plasa Sabarul a județului Ilfov, și era formată din satele Clinceni, Olteni, Ordoreanu și Slobozia (reședința), totalizând 1981 de locuitori și 416 case. În comună funcționau 2 mori de apă, o mașină de treierat cu aburi, o școală mixtă și trei biserici (la Slobozia, Clinceni și Ordoreanu).
În perioada interbelică, în 1925, comuna este consemnată în aceeași componență, cu 3540 de locuitori, în plasa Domnești a aceluiași județ; însă, prin Decretul Regal nr. 2465 din 25 septembrie în același an, satul Olteni a fost scos din componența comunei și trecut la comuna Domnești, comuna Slobozia-Clinceni rămânând cu satele Ciurari, Clinceni, Ordoreanu și Slobozia.
În 1950, comuna a fost inclusă în raionul V.I. Lenin al orașului republican București, din care a făcut parte până în 1968. Atunci, comunele Slobozia și Clinceni ajunseseră și ele să fie separate și cu această ocazie s-au reunit: satul Slobozia a fost comasat cu satul Clinceni, satul Ciurari cu satul Olteni (revenit comunei) iar comuna și-a luat numele de Clinceni, fiind inclusă în județul Ilfov, reînființat. În 1981, la o reorganizare administrativă a județelor din zonă, comuna Clinceni a fost transferată județului Giurgiu, până în 1985, când a trecut la Sectorul Agricol Ilfov, aflat în subordinea municipiului București, sector devenit în 1998 județul Ilfov.

## Monumente istorice
Trei obiective din comuna Clinceni sunt incluse în lista monumentelor istorice din județul Ilfov ca monumente de interes local. Două sunt clasificate ca situri arheologice, ambele în satul Clinceni — cel din punctul potecii Ciurari-Slobozia de pe malul drept al Ciorogârlei cuprinde o așezare din secolele al III-lea–al IV-lea e.n. și una din secolele al XV-lea–al XVI-lea; iar situl de la biserica lui Ramadam Paleologu conține câte o așezare din secolele al III-lea–al IV-lea e.n., secolele al IX-lea–al XI-lea și secolele al XVI-lea–al XVII-lea. Tot la Clinceni se află și al treilea monument istoric, clasificat ca monument de for public: monumentul eroilor căzuți în Primul Război Mondial, aflat în fața bisericii.

## Arena/Stadionul Clinceni
În localitate, există un stadion multifuncțional cu 1.500 de locuri pe scaune (deschis competiților în 2011), pe care evoluează echipa locală de fotbal F.C. Academica Clinceni (actualmente FC Clinceni).

## Personalități născute aici
- Partenie Clinceni (1847 - 1910), episcop al Bisericii Ortodoxe Române;
- Constantin Mușat (1890 - 1917), militar, erou în Primul Război Mondial;
- Vasile Paraschiv (1928 - 2011), militant anticomunist.